# Elias Gleizer
Ilicz Glejzer (São Paulo, 4 de janeiro de 1934 — Rio de Janeiro, 16 de maio de 2015), mais conhecido como Elias Gleizer, foi um ator brasileiro.

## Biografia

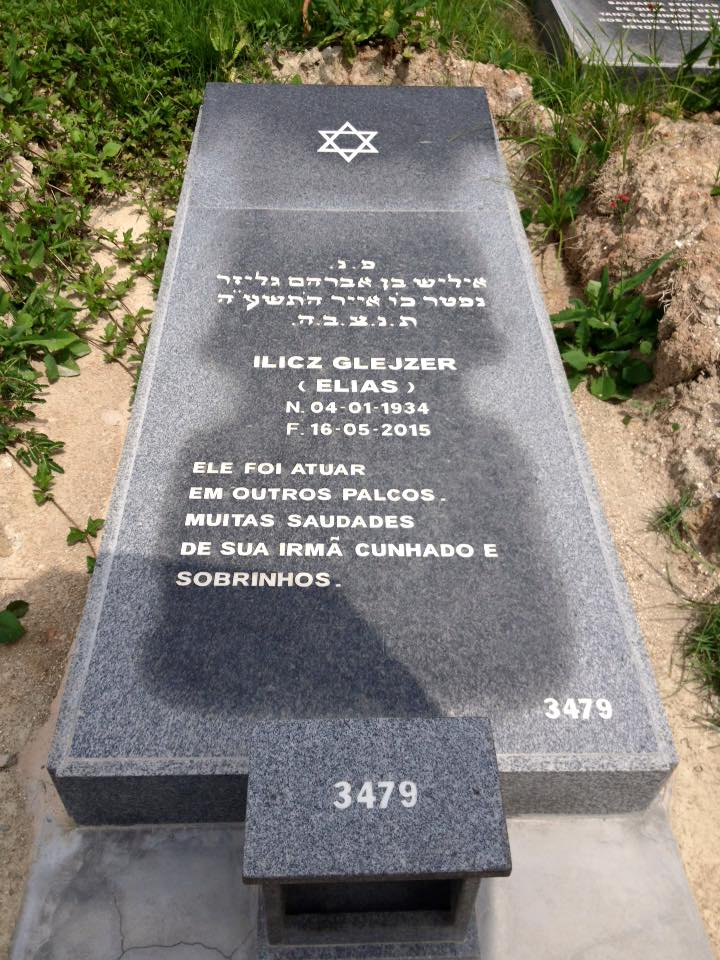
Túmulo de Elias Gleizer.

Filho de judeus poloneses que fugiram da perseguição na Europa, recebeu o nome de Ilicz, mas foi obrigado a trocá-lo por causa da dificuldade de se pronunciar. Gleizer entrou na carreira artística porque o pai, sapateiro, o obrigou a estudar violino. Aos 12 anos, tocava em uma orquestra juvenil amadora, quando foi convidado por um diretor para fazer teatro. Em 1956, ganhou o prêmio de melhor ator de um festival amador. Três anos depois, estreava na TV Tupi, onde ficou até 1978. Começou fazendo pontas e foi crescendo. Seu primeiro trabalho de destaque foi em José do Egito, em 1959 e a primeira novela veio em 1964, Se o Mar Contasse, de Ivani Ribeiro. Depois engatou uma série enorme de novelas e outros teleteatros, na TV Tupi. Fez nada menos que 25 trabalhos. Seu tipo bonachão, um corpo grande, aliados ao olhar doce, encaixam-se sempre em variados papéis. Dessas 25 novelas, fez, além de Se o Mar Contasse, O Mestiço, Olho Que Amei, A Outra, A Inimiga, A Ré Misteriosa, Os Irmãos Corsos, Presídio de Mulheres, Os Rebeldes, Antônio Maria, Nino, o Italianinho, Simplesmente Maria, A Fábrica, Signo da Esperança, Rosa dos Ventos, Salário Mínimo, Xeque-Mate e O Machão. Quando a TV Tupi foi fechada, Elias Gleizer foi para a TV Bandeirantes, onde trabalhou em Dona Santa e Sabor de Mel. No SBT fez Acorrentada e Uma Esperança no Ar. Foi quando ingressou na Rede Globo. E mais uma vez, engatilhou uma série de 25 participações em teledramaturgia. Seu tipo físico e seu jeito de atuar pareciam abrir-lhe caminhos. Entre seus papéis mais marcantes, estão o Jairo, de Tieta, o tio Zé de Sonho Meu, o Canequinha de Anjo de Mim, e, principalmente, o Vô Pepe de Era uma Vez, em 1998, onde acabou caindo nas graças do público infantil.
Em dezembro de 2010, foi agraciado com a comenda da Ordem do Ipiranga pelo Governo do Estado de São Paulo.
Jamais se casou, nem teve filhos.
Internado desde o dia 6 de maio após sofrer uma queda em uma escada rolante resultando em fratura de cinco costelas e perfuração do pulmão, morreu em decorrência de complicações que levaram à falência circulatória após uma broncopneumonia. Desde 2011, o ator sofria com um problema renal crônico e passou por várias internações desde então.
Seu corpo foi sepultado em 17 de maio de 2015, no Cemitério Israelita de Vilar dos Teles, em São João de Meriti, na região metropolitana do Rio de Janeiro.

## Carreira

### Televisão
| Ano     | Título                      | Papel                           | Nota                                              | Emissora          |
| ------- | --------------------------- | ------------------------------- | ------------------------------------------------- | ----------------- |
| 1959    | José do Egito               | Potifar                         |                                                   | Rede Tupi         |
| 1964    | Se o Mar Contasse           | Ramirez                         |                                                   | Rede Tupi         |
| 1965    | O Mestiço                   | Xavier                          |                                                   | Rede Tupi         |
| 1965    | Olhos Que Amei              | Nahor                           |                                                   | Rede Tupi         |
| 1965    | A Outra                     | Sebastião                       |                                                   | Rede Tupi         |
| 1965    | Um Rosto Perdido            | Simone                          |                                                   | Rede Tupi         |
| 1966    | A Inimiga                   | Frederico                       |                                                   | Rede Tupi         |
| 1966    | A Ré Misteriosa             | Batista                         |                                                   | Rede Tupi         |
| 1966    | Os Irmãos Corsos            |                                 |                                                   | Rede Tupi         |
| 1967    | Presídio de Mulheres        |                                 |                                                   | Rede Tupi         |
| 1967    | Os Rebeldes                 | Paulo                           |                                                   | Rede Tupi         |
| 1968    | Antônio Maria               |                                 |                                                   | Rede Tupi         |
| 1969    | Nino, o Italianinho         | Donato                          |                                                   | Rede Tupi         |
| 1970    | Simplesmente Maria          | José                            |                                                   | Rede Tupi         |
| 1971    | A Fábrica                   | Ernesto                         |                                                   | Rede Tupi         |
| 1972    | Signo da Esperança          | Villaboim                       |                                                   | Rede Tupi         |
| 1972    | Dom Camilo e os Cabeludos   | Pepone                          |                                                   | Rede Tupi         |
| 1973    | Rosa dos Ventos             | Padre José Lara                 |                                                   | Rede Tupi         |
| 1974    | O Machão                    | Comendador Stromboli            |                                                   | Rede Tupi         |
| 1975    | Vila do Arco                | Porfírio Caetano das Neves      |                                                   | Rede Tupi         |
| 1976    | Xeque-Mate                  | Padre Inácio                    |                                                   | Rede Tupi         |
| 1976    | O Julgamento                | Doutor Ernesto Alemão           |                                                   | Rede Tupi         |
| 1978    | Salário Mínimo              | Marcolino                       |                                                   | Rede Tupi         |
| 1979    | Casa Fantástica             | —                               |                                                   | Rede Tupi         |
| 1980    | O Meu Pé de Laranja Lima    | Padre Rosendo                   |                                                   | Rede Bandeirantes |
| 1981–82 | Dona Santa                  | Padre Ferdenuto                 |                                                   | Rede Bandeirantes |
| 1982    | Renúncia                    | Tio Jacques                     |                                                   | Rede Bandeirantes |
| 1983    | Acorrentada                 | Dr. Mesquita                    |                                                   | SBT               |
| 1983    | Sabor de Mel                | Pacheco                         |                                                   | Rede Bandeirantes |
| 1984    | Livre para Voar             | Pedrão                          |                                                   | Rede Globo        |
| 1985    | Uma Esperança no Ar         | Francisco Ferrão                |                                                   | SBT               |
| 1987    | Direito de Amar             | Manel                           |                                                   | Rede Globo        |
| 1988    | Fera Radical                | Donato Orsini                   |                                                   | Rede Globo        |
| 1989    | Tieta                       | Jairo Turíbio                   |                                                   | Rede Globo        |
| 1990    | Mico Preto                  | Caroço                          |                                                   | Rede Globo        |
| 1991    | Salomé                      | Padre Nazareno                  |                                                   | Rede Globo        |
| 1992    | Pedra sobre Pedra           | Juca Badaró                     |                                                   | Rede Globo        |
| 1992    | Despedida de Solteiro       | Vitório                         |                                                   | Rede Globo        |
| 1993    | Agosto                      | Rosalvo                         |                                                   | Rede Globo        |
| 1993    | Sonho Meu                   | Roman Mazursky (Tio Zé)         |                                                   | Rede Globo        |
| 1994    | Incidente em Antares        | Barcelona                       |                                                   | Rede Globo        |
| 1994    | As Pupilas do Senhor Reitor | José das Dornas                 |                                                   | SBT               |
| 1995    | Explode Coração             | Augusto                         |                                                   | Rede Globo        |
| 1996    | Anjo de Mim                 | Graciliano Gouveia (Canequinha) |                                                   | Rede Globo        |
| 1997    | Sai de Baixo                | Cova Rasa                       | Episódio: "Dois Pamonhas e um Marginal"           | Rede Globo        |
| 1998    | Era Uma Vez                 | Giuseppe Giunquetti (Pepe)      |                                                   | Rede Globo        |
| 1999    | Chiquinha Gonzaga           | Bergamini                       |                                                   | Rede Globo        |
| 1999    | Terra Nostra                | Padre Olavo                     |                                                   | Rede Globo        |
| 2000    | Uga Uga                     | Ceguinho                        | Participação                                      | Rede Globo        |
| 2000    | TV Ano 50                   | Vovô Otacílio                   | Documentário                                      | Rede Globo        |
| 2001    | As Filhas da Mãe            | Deodoro Rocha (Dedé)            |                                                   | Rede Globo        |
| 2002    | Brava Gente                 | Joaquim Mendes                  | Episódio: "Ana Neri"                              | Rede Globo        |
| 2002    | Esperança                   | João Alfaiate                   |                                                   | Rede Globo        |
| 2002    | Sítio do Picapau Amarelo    | Rei Euristeus                   | Episódio: "Os XII Trabalhos de Hércules"          | Rede Globo        |
| 2003–06 | Zorra Total                 | Genaro                          |                                                   | Rede Globo        |
| 2003    | Sítio do Picapau Amarelo    | Berloque                        | Episódio: "O Circo"                               | Rede Globo        |
| 2004    | Um Só Coração               | Padre Cícero                    | Episódios: "6-7 de janeiro"                       | Rede Globo        |
| 2004    | Como uma Onda               | Velho Bartô                     |                                                   | Rede Globo        |
| 2005    | Bang Bang                   | Bispo White                     | Episódios: "19-20 de outubro"                     | Rede Globo        |
| 2005    | A Diarista                  | Sidnei                          | Episódio: "Asilo É, Se Lhe Parece"                | Rede Globo        |
| 2006    | Sinhá Moça                  | Frei José                       |                                                   | Rede Globo        |
| 2006    | Pé na Jaca                  | Giácomo Lancelotti              |                                                   | Rede Globo        |
| 2007    | Malhação                    | Tarcísio Junqueira              |                                                   | Rede Globo        |
| 2008    | Guerra e Paz                | Dr. Alcebíades                  | Episódio: "Velozes e Infiéis"                     | Rede Globo        |
| 2008    | Casos e Acasos              | Aristides                       | Episódio: "O Concurso, o Vestido e a Paternidade" | Rede Globo        |
| 2009    | Caminho das Índias          | Ernesto Cadore (Seu Cadore)     |                                                   | Rede Globo        |
| 2010    | Tempos Modernos             | Abrãozinho Mota                 | Episódios: "11–13 de janeiro"                     | Rede Globo        |
| 2010    | Passione                    | Diógenes Santarém               |                                                   | Rede Globo        |
| 2013    | Flor do Caribe              | Manolo Gutierrez                |                                                   | Rede Globo        |
| 2014    | Boogie Oogie                | Padre Cláudio                   | Episódio: "4 de agosto"                           | Rede Globo        |

### Cinema
| Ano  | Título                      | Papel    |
| ---- | --------------------------- | -------- |
| 1965 | Quatro Brasileiros em Paris | Policial |
| 1971 | Diabólicos Herdeiros        |          |
| 2004 | Didi Quer Ser Criança       | Seu Tião |
| 2015 | Doce Pátria                 | Advogado |